# 다카온나

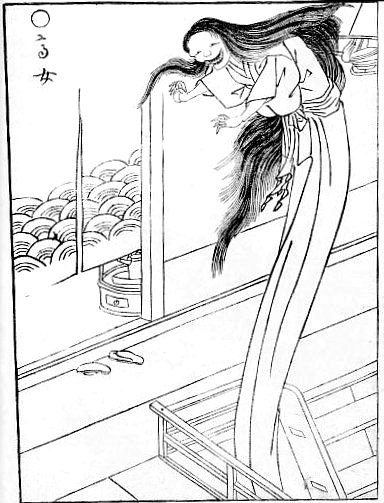

다카온나(高女)는 토리야마 세키엔의 《화도 백귀야행》에 수록된 요괴이다.
기생집처럼 보이는 건물을 배경으로, 여자가 하반신이 길게 늘어진 모습이 그려져 있다. 하지만 《화도 백귀야행》에는 해설이 일절 없어 세키엔이 어떤 요괴를 의도하고 그린 것인지는 불명이다. 에도 시대의 요시와라 유곽을 풍자한 것이라는 설도 있다.